# Mankalkeri, Kushtagi
Mankalkeri là một làng thuộc tehsil Kushtagi, huyện Koppal, bang Karnataka, Ấn Độ.